# 21e Bergkorps
Het 21e Bergkorps (Duits: Generalkommando XXI. Gebirgs-Armeekorps) was een Duits legerkorps van de Wehrmacht tijdens de Tweede Wereldoorlog. Het korps was gedurende zijn hele bestaan in actie op de Balkan.

## Krijgsgeschiedenis

### Oprichting
Het 21e Bergkorps werd gevormd op 12 augustus 1943 op de Balkan. Het korps werd gevormd gebruik makend van de staf van de Duitse bevelhebber in Servië (Duits: Stabes des Kommandierenden Generals und Befehlshabers in Serbien).

### Inzet en einde

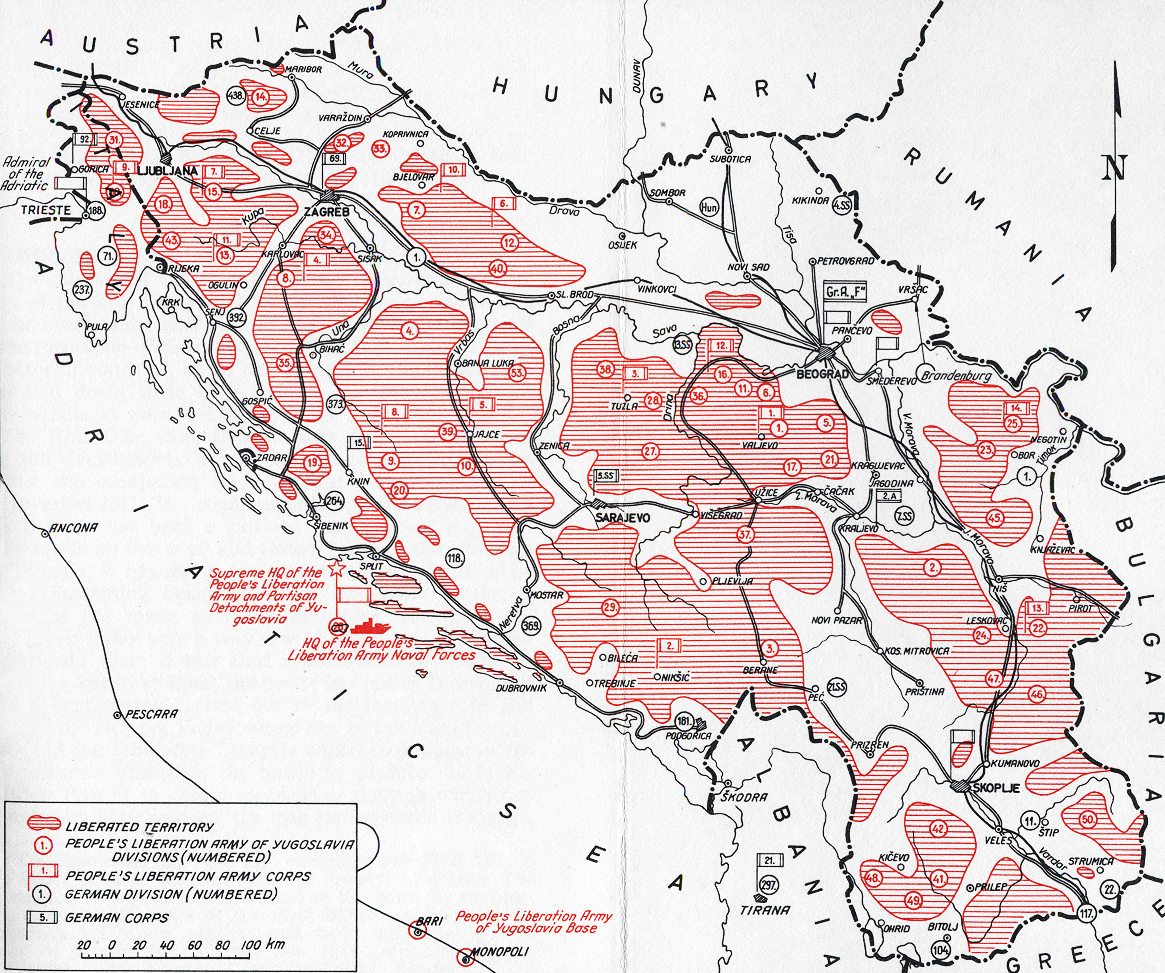
Territorium onder controle van partizanen, september 1944

Meteen na de Italiaanse capitulatie nam het korps bezettingsmacht taken over in Montenegro en Albanië. Het hoofdkwartier lag in die tijd in Tirana. De eerste taak was het ontwapenen van de Italiaanse troepen en een kustverdediging opzetten. Meteen daarna volgden de reguliere operaties tegen partizanen. In september 1944 werd het korps getransfereerd van het 2e Pantserleger naar Heeresgruppe E. Toen de terugtocht van Heeresgruppe E op 10 oktober 1944 begon, bevond het korps zich in een moeilijke geïsoleerde positie. De rest van de Heeresgruppe E trok terug via Macedonië en daarmee de mogelijkheid hebbend gebruik te maken van de Thessaloniki-Belgrado spoorlijn. Maar het korps zou moeten terugtrekken via de weg Podgorica–Nikšić–Trebinje–Mostar. Dit plan betekende een gezamenlijk optrekken met het 22e Bergkorps, dat terugtrok vanuit Griekenland. Maar het 5e SS Bergkorps had intussen Trebinje al opgegeven, was richting Mostar vertrokken en had een gat achtergelaten dat de Joegoslavische partizanen meteen opvulden. Het korps probeerde het midden november wel, maar ze kwamen er niet door, o.a. doordat de partizanen gesteund werden door 2 batterijen Britse artillerie. De enig overblijvende mogelijkheid was de weg Andrijevica–Višegrad–Sarajevo. De Duitse 22e Infanteriedivisie kreeg opdracht om zuidwaarts op te trekken door de partizanen-linies naar Bijelo Polje om daarmee de terugtocht van het korps veilig te stellen. De gevechten waren heftig en pas op 18 december lukte het korps zich aan te sluiten bij de hoofdmacht zuidelijk van Mojkovac. De langzame terugtocht ging door. Pas op 13 januari verliet het korps Montenegro. Vanaf eind januari tot eind maart verdedigde het korps Sarajevo. Eind april verdedigde het korps vóór Zagreb.
Op 8 mei 1945 capituleerde het 21e Bergkorps.

## Bovenliggende bevelslagen
| Leger          | Legergroep     | Plaats/regio    | Begin             | Eind              |
| -------------- | -------------- | --------------- | ----------------- | ----------------- |
| 2. Panzerarmee | Heeresgruppe F | Servië, Kroatië | september 1943    | 11 september 1944 |
| Heeresgruppe E | Heeresgruppe F | Kroatië         | 11 september 1944 | april 1945        |
| Heeresgruppe E | OB Südost      | Kroatië         | april 1945        | 8 mei 1945        |

## Commandanten

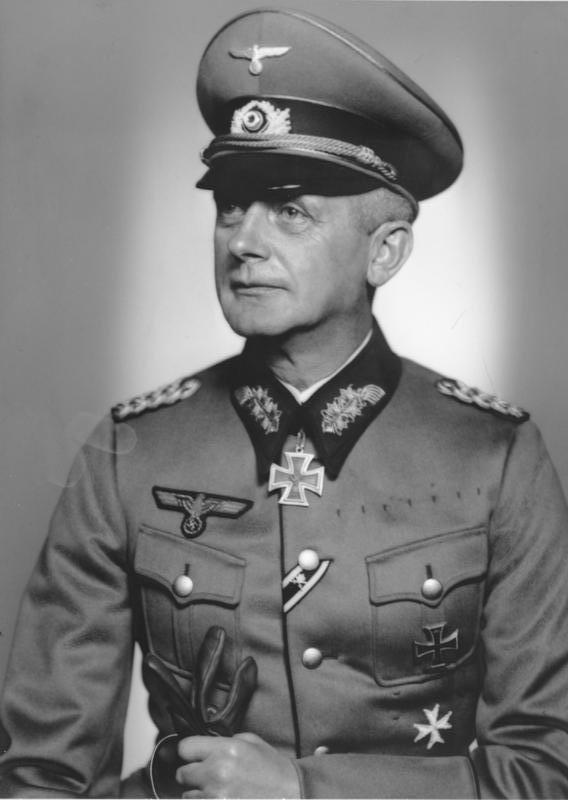
General Ernst von Leyser

| Rang                     | Naam                 | Begin            | Eind            | Opmerking |
| ------------------------ | -------------------- | ---------------- | --------------- | --- |
| General der Artillerie   | Paul Bader           | 25 augustus 1943 | 10 oktober 1943 | |
| General der Panzertruppe | Gustav Fehn          | 10 oktober 1943  | 20 juli 1944    | |
| General der Infanterie   | Ernst von Leyser     | 20 juli 1944     | 29 april 1945   | |
| Generalleutnant          | Albrecht Baier       | 11 oktober 1944  | 25 oktober 1944 | (m.d.st.F.b.) ("mit der stellvertretende Führung beauftragt") (vrije vertaling: met het plaatsvervangend leiderschap belast) |
| Generalleutnant          | Hartwig von Ludwiger | 29 april 1945    | 8 mei 1945      | |